# Astłik
Astłik of Astghik  (Armeens: Աստղիկ) was een godin die in de vroegste prehistorische periode werd aanbeden als de Armeense godin van vruchtbaarheid en liefde. Later werd ze de gemalin van Vahagn. In de latere heidense periode werd ze de godin van de liefde, de schoonheid van meisjes en de waterbronnen en bronnen.
Het festival Vardavar gewijd aan Astłik, dat ooit half juli werd gevierd, werd omgevormd tot de christelijke feestdag van de gedaanteverandering van Jezus en wordt nog steeds gevierd door de Armeniërs. Net als in voorchristelijke tijden laten de mensen op de dag van dit feest duiven los en sprenkelen ze water op elkaar met wensen van gezondheid en geluk.

## Mythologie
Astłik was oorspronkelijk de godin-schepper van hemel en aarde, maar werd later gedegradeerd. Deze verandering in het pantheon vond plaats toen Aramazd schepper werd en Anahit bekend werd als Grote Vrouwe en Moeder Godheid (de maan wordt aanbeden als haar personificatie). Ze vormen een drie-eenheid in het pantheon van Armeense goden. In de periode van hellenistische invloed werd Astłik gelijkgesteld met de Griekse Aphrodite en de Mesopotamische Ishtar.

## Etymologie
Haar naam is het verkleinwoord van Armeens աստղ astgh,  wat "ster" betekent. Het woord komt van de Proto-Indo-Europese wortel * h₂stḗr. Daarom is het ook verwant aan het Sanskriet stṛ́, Avestan star, Pahlavi star, Perzische setār, Oud-Griekse astḗr, enz. Alle stergodinnen werden oorspronkelijk nachtgodinnen genoemd, inclusief de ochtend- en avondster (Venus).

## Cultische locaties
Haar hoofdzetel was in Ashtishat (Taron), gelegen in het noorden van Muş, waar haar vertrek was gewijd aan de naam Vahagn en bekend stond als "Vahagns slaapkamer". Vahagn was de personificatie van een zonnegod en haar minnaar of echtgenoot volgens volksverhalen.
Andere tempels en gebedshuizen van Astłik waren gevestigd in verschillende steden en dorpen, zoals de berg Palaty (in het zuidwesten van het Vanmeer), in Artamet (op 12 km afstand van Van) en andere locaties.